# 1988年北海码头倒塌事件
1988年北海码头倒塌事件发生于1988年7月31日，在马来西亚槟城北海渡轮码头的一起坍塌事故。当时正值两个重大节庆——椰脚街广福宫的观音60年一度巡境仪式和大山脚圣安纳教堂100周年庆，导致来往槟城和威省的渡轮乘客大增。事件发生时，由于候船区过度拥挤，导致坍塌，最终造成32人丧生，最小的死者仅6岁，另有近1674人受伤。

## 经过
1988年7月31日适逢观音诞辰日，槟岛举办了观音菩萨花车游行，同时大山脚圣安纳教堂也举行百年游行。这两个重要节日吸引了大量人群前往槟城，导致渡轮繁忙，码头拥堵。
尽管港务局局长亲自到场指挥，但人潮依然难以疏散。局长刚离开码头时，候船平台突然坍塌，造成大规模伤亡。17米高的平台裂成V字形，站在上面的人掉落，压在候船的摩托车骑士身上，现场哀嚎不断。
港务局官员迅速施救，幸存者也帮忙搬运伤者。事故共造成32人死亡，包括2名港务局官员，另有1674人受伤。死者中有14名儿童和18名成人，最小的仅6岁。多架直升机立即将伤者送往医院，许多遗体在坍塌的残骸中被找到。

## 政府回应
时任首相马哈迪·莫哈末与夫人茜蒂哈斯玛到场了解情况，同时慰问伤者及拜祭亡者。马哈迪表示，这场悲剧是不可预见的，并称槟城港务局官员曾试图控制拥挤的渡轮码头人群，但由于人数众多，情况最终失控。槟州首席部长林苍佑成立了码头灾民基金会以提供灾民法律援助，并向港务局要求合理的赔偿。
惨剧发生第四天，交通部长林良实请求国家元首批准成立皇家调查委员会。委员会由联邦法院前法官郑明达、最高法院前法官赛阿基尔和交通部前法律顾问耶谷领导。
在45天的调查中，委员会传召了99人，包括港务局官员、伤者、建筑专家和警方人员作证。1989年9月21日，在林良实公布的调查报告指出，候船处的平台结构符合国际标准并且维护良好，但由于操作疏忽导致平台超载坍塌。皇家调查委员会一致裁定渡轮公司的经理和副总经理应对此负责。港务局的保险公司向1178名死伤者家属赔偿了总计213万令吉，赔偿金额从50令吉至7万5000令吉不等。

## 纪念
2022年7月31日上午1时至晚上8时30分，槟州中元联合会组织宗教团体在槟岛旧码头为在该悲剧中遇难者举行超渡仪式。

## 灵异说法

### 龙尾绊倒北海码头
北海码头倒塌惨剧发生后，立即传出多个灵异事件的传闻，其中一个版本讲述了两条龙在观音菩萨诞辰时“出巡游玩”，最终因争执发生争斗，其中一条龙在摆动尾巴时不慎撞到码头，导致意外发生。因事件突如其来，导致各种谣言四起，被描述得离奇夸张。